# リン×ママ
『リン×ママ』は、真鍋譲治による日本の漫画作品。竹書房の漫画雑誌『Namaikiッ!』にて、2007年11月号から2011年8月号まで連載された。単行本全5巻。
かつて一世を風靡した人気女子プロレスラーが大家を務めるマンションを舞台に、彼女のファンだった住人との出会いをきっかけとして、解散した団体の再始動に挑む。

## あらすじ
マンション住人の浜崎竜馬は女子プロレスラーのジャスティス・アスカのファンで、暇を見つけては部屋で過去のアスカのファイトを見ながら自慰にふける日々を送っていた。ある日、大家の高森さなえが家賃を取りに来ると画面に写るアスカを見て嫉妬にかられ、不意に竜馬へのフェラチオを始めて性行為に及ぶ。その夜、竜馬はさなえの招待である倉庫に連れて来られた。そこでは女子プロレス団体「ギガマックス」の再旗揚げ戦が行われており、メインで「ジャスティス・アスカ」とコールされたのはあのさなえであった。憧れていたジャスティス・アスカがすぐ側におり、彼女で童貞を捨てた事実に竜馬は喜びを超え、呆然と試合を見るしかなかった。

## 登場人物
浜崎竜馬
さなえの住んでいるマンションの住人。かつての人気女子プロレスラー「ジャスティス・アスカ」のファンであり、オカズにしている。なりゆきで新生ギガマックスの雑用係になる。

### ギガマックス
高森さなえ
竜馬の住むマンションの大家。昔、「ジャスティス・アスカ」のリングネームでギガマックスのエースに立っていたが、「セキガハラ・バトルシリーズ」というシリーズで敗者追放マッチに敗れて引退し、ギガマックスも解散した。結婚はしていたが2年前から別居中。その後、離婚調停を済ませ竜馬と交際中。
島津冴子
リングネームは「バイオレンス・ローズ」。心配性の旦那を持つ人妻。セキガハラ・バトルシリーズで一度引退した1人。
桂莉緒
リングネームは「タイガー・キャッツ」。冴子と同じく一度引退した1人であり、セキガハラ・バトルシリーズ前にさなえと男を取り合って三角関係になったことが、団体解散の遠因になった。なお、旧ギガマックスに所属していた選手は全員とも、解散後一度は結婚している。
桐野真子
新生ギガマックスの練習生。ジャスティス・アスカに憧れてギガマックスに入ったという経緯から、自分以上のファンはいないという自負と男嫌いを理由として竜馬を嫌悪する。さなえを「おネエさま」と呼ぶ。だが、ギガマックス再建の為に様々な仕事を前向きに取り組んだり関わっていく中で、少しずつ彼に心を開いていき、偶然や気持ちの高まりがあったとはいえキスも交わしたりした。そして彼女のデビュー戦が決まり、彼のサポートでトレーニングを重ねていく。本番への不安が押し寄せて来るが、竜馬に慰めて貰いながらついに性行為をして、それ以来彼に好意を抱くようになる。竜馬が他の女の子とまぐわった時には、嫉妬しながらもそれ以上に抱いてもらう事で何だかんだ許容してしまう。「番外編7」では、マイクパフォーマンスで高森さなえ倒し彼を奪い取る事を誓い、「新選組」の近藤とタッグを組み、下剋上を約束する。ちなみに竜馬とやる時の好きな体位は膝の上であり、現在バイトをして彼との結婚資金を貯めている。
樺山百合
同じく新生ギガマックスの練習生。おしとやかな性格だが、異性や性には関心が高い。実はヤクザ関係の金融機関の娘で、その父親には女子プロレスラーになることを許してもらえず、大学に通っていると嘘をついてギガマックスに通っていた。しかし彼女のデビュー戦が決まり、もうこれ以上ギガマックスにいることを隠せられる事態にはならなくなり、父親を説得することになった。その時に、一緒に説得に協力してくれた竜馬の心意気に惚れ、彼と“契り”（性行為）する関係になり、それ以降竜馬に猛アピールしている。
皇巴
女子プロレス団体「ジパング」の創設者「皇遥」の娘。母親の活躍を誇りに思っており、その夢の結晶である「ジパング」を奪い、頂点に立っているダークネス・葵を目の敵にしている。そこで、母親の敵を討つために竜馬にレスラーとしてデビューしたいと女中の岩倉と共に相談（という名の“性行為”）を持ち掛け、Vサインを出し女子レスラーとして加入を果たす。その後に「プリンセス神桜」のリングネームでデビューし、自分の為に奮闘してくれた竜馬に惚れ、以降熱烈なアプローチを仕掛けている。

### 葵軍団
ダークネス葵
伊豆守綾香
キングコング・徳川
近藤勇美・土方淑恵・沖田こなた
3人揃って新選組。前座試合などをこなす新人レスラー。